# Nuoto ai campionati europei di nuoto 2020 - 200 metri farfalla maschili
La gara dei 200 metri farfalla maschili dei campionati europei di nuoto 2020 si è svolta il 18 e 19 maggio 2021 presso la Duna Aréna di Budapest, in Ungheria.

## Podio
| Pos.    | Atleta            | Nazione  |
| ------- | ----------------- | -------- |
| Oro     | Kristóf Milák     | Ungheria |
| Argento | Federico Burdisso | Italia   |
| Bronzo  | Tamás Kenderesi   | Ungheria |

## Record
Prima della manifestazione il record del mondo (RM), il record europeo (EU) e il record dei campionati (RC) erano i seguenti.
|  | 1'50"73 | Kristóf Milák | 24 luglio 2019 Gwangju |
|  | 1'50"73 | Kristóf Milák | 24 luglio 2019 Gwangju |
|  | 1'52"79 | Kristóf Milák | 5 agosto 2018 Glasgow  |

## Risultati

### Batterie
| Pos. | Batteria | Corsia | Atleta                | Nazionalità        | Tempo   | Note |
| ---- | -------- | ------ | --------------------- | ------------------ | ------- | ---- |
| 1    | 4        | 4      | Kristóf Milák         | Ungheria           | 1'54"38 | Q    |
| 2    | 3        | 3      | Antani Ivanov         | Bulgaria           | 1'54"72 | Q    |
| 3    | 2        | 3      | Krzysztof Chmielewski | Polonia            | 1'55"46 | Q    |
| 4    | 2        | 6      | Noè Ponti             | Svizzera           | 1'55"67 | Q    |
| 5    | 2        | 4      | Federico Burdisso     | Italia             | 1'55"73 | Q    |
| 6    | 4        | 1      | Jakub Majerski        | Polonia            | 1'56"27 | Q    |
| 7    | 3        | 6      | Léon Marchand         | Francia            | 1'56"33 | Q    |
| 8    | 4        | 7      | Giacomo Carini        | Italia             | 1'56"69 | Q    |
| 9    | 3        | 4      | Tamás Kenderesi       | Ungheria           | 1'57"02 | Q    |
| 10   | 3        | 0      | Damian Chrzanowski    | Polonia            | 1'57"18 |      |
| 11   | 3        | 5      | Alexander Kudashev    | Russia             | 1'57"19 | Q    |
| 12   | 4        | 6      | Louis Croenen         | Belgio             | 1'57"31 | Q    |
| 13   | 4        | 5      | Denys Kesil           | Ucraina            | 1'57"32 | Q    |
| 14   | 4        | 2      | Igor Troyanovskyy     | Ucraina            | 1'57"38 | Q    |
| 15   | 3        | 1      | Kregor Zirk           | Estonia            | 1'57"56 | Q    |
| 16   | 1        | 7      | Alexei Sancov         | Moldavia           | 1'57"78 | Q    |
| 17   | 3        | 2      | Ramon Klenz           | Germania           | 1'57"96 | Q    |
| 18   | 4        | 3      | Michał Poprawa        | Polonia            | 1'58"11 |      |
| 19   | 4        | 8      | Ondřej Gemov          | Rep. Ceca          | 1'58"19 |      |
| 20   | 2        | 8      | Joan Lluís Pons       | Spagna             | 1'58"52 |      |
| 21   | 3        | 8      | Adam Hlobeň           | Rep. Ceca          | 1'58"57 |      |
| 22   | 2        | 5      | Bence Biczó           | Ungheria           | 1'58"73 |      |
| 23   | 4        | 0      | Dominik Márk Török    | Ungheria           | 1'58"88 |      |
| 24   | 2        | 1      | Edward Mildred        | Gran Bretagna      | 1'59"04 |      |
| 25   | 2        | 0      | Stefanos Dimitriadis  | Grecia             | 1'59"32 |      |
| 26   | 3        | 9      | Arbidel González      | Spagna             | 1'59"64 |      |
| 27   | 3        | 7      | Xaver Gschwentner     | Austria            | 1'59"66 |      |
| 28   | 2        | 2      | Maksym Shemberev      | Azerbaigian        | 1'59"76 |      |
| 29   | 2        | 7      | Sebastian Luňák       | Rep. Ceca          | 2'00"00 |      |
| 30   | 1        | 4      | Marius Toscan         | Svizzera           | 2'01"20 |      |
| 31   | 2        | 9      | Martin Espernberger   | Austria            | 2'01"79 |      |
| 32   | 1        | 3      | Joao Soares Carneiro  | Lussemburgo        | 2'01"92 |      |
| 33   | 4        | 9      | Ramil Valizada        | Azerbaigian        | 2'04"80 |      |
| 34   | 1        | 5      | Ievhen Khrypunov      | Ucraina            | 2'05"01 |      |
| 35   | 1        | 6      | Davor Petrovski       | Macedonia del Nord | 2'05"75 |      |
| 36   | 1        | 2      | Emilien Puyo          | Monaco             | 2'11"42 |      |

### Semifinali
| Pos. | Batteria | Corsia | Atleta                | Nazionalità | Tempo   | Note |
| ---- | -------- | ------ | --------------------- | ----------- | ------- | ---- |
| 1    | 2        | 2      | Tamás Kenderesi       | Ungheria    | 1'54"37 | Q    |
| 2    | 2        | 4      | Kristóf Milák         | Ungheria    | 1'54"72 | Q    |
| 3    | 2        | 3      | Federico Burdisso     | Italia      | 1'55"03 | q    |
| 4    | 1        | 4      | Antani Ivanov         | Bulgaria    | 1'55"45 | Q    |
| 5    | 1        | 5      | Noè Ponti             | Svizzera    | 1'55"81 | Q    |
| 6    | 1        | 6      | Giacomo Carini        | Italia      | 1'55"87 | q    |
| 7    | 2        | 7      | Louis Croenen         | Belgio      | 1'55"96 | q    |
| 8    | 1        | 2      | Alexander Kudashev    | Russia      | 1'56"43 | q    |
| 9    | 2        | 5      | Krzysztof Chmielewski | Polonia     | 1'56"51 |      |
| 10   | 1        | 1      | Kregor Zirk           | Estonia     | 1'56"63 |      |
| 11   | 2        | 1      | Igor Troyanovskyy     | Ucraina     | 1'56"96 |      |
| 12   | 1        | 7      | Denys Kesil           | Ucraina     | 1'56"99 |      |
| 13   | 1        | 3      | Jakub Majerski        | Polonia     | 1'57"58 |      |
| 14   | 2        | 6      | Léon Marchand         | Francia     | 1'57"77 |      |
| 15   | 2        | 8      | Alexei Sancov         | Moldavia    | 1'57"85 |      |
| 16   | 1        | 8      | Ramon Klenz           | Germania    | 1'58"26 |      |

### Finale
| Pos.    | Corsia | Atleta             | Nazionalità | Tempo   | Note |
| ------- | ------ | ------------------ | ----------- | ------- | ---- |
| Oro     | 5      | Kristóf Milák      | Ungheria    | 1'51"10 |      |
| Argento | 3      | Federico Burdisso  | Italia      | 1'54"28 |      |
| Bronzo  | 4      | Tamás Kenderesi    | Ungheria    | 1'54"43 |      |
| 4       | 6      | Antani Ivanov      | Bulgaria    | 1'54"50 |      |
| 5       | 2      | Noè Ponti          | Svizzera    | 1'55"18 |      |
| 6       | 1      | Louis Croenen      | Belgio      | 1'55"69 |      |
| 7       | 8      | Alexander Kudashev | Russia      | 1'56"33 |      |
| 8       | 7      | Giacomo Carini     | Italia      | 1'56"69 |      |